# Uwe Bartels
Uwe Bartels (* 17. Mai 1946 in Quakenbrück) ist ein deutscher Politiker der SPD. Er war von Oktober 1998 bis März 2003 niedersächsischer Landwirtschaftsminister sowie von Februar 2005 bis Oktober 2011 Bürgermeister von Vechta. Von 2012 bis 2021 war Uwe Bartels Vorsitzender des „Agrar- und Ernährungsforums Oldenburger Münsterland“.

## Leben
Uwe Bartels besuchte das Gymnasium Antonianum Vechta, das er 1966 mit dem Abitur abschloss. Es folgte von 1966 bis 1968 seine zweijährige Dienstzeit bei der Bundeswehr. 1968 begann er mit einem Studium an der Pädagogischen Hochschule Niedersachsen in Vechta. Die 1. Lehrerprüfung legte er 1972 und die 2. Lehrerprüfung 1973 ab.
1972 trat Bartels der SPD bei. Vom 21. Juni 1978 bis 20. Juni 1990 (9. bis 11. Wahlperiode) und vom 23. Oktober 2002 bis 22. Februar 2005 (14. und 15. Wahlperiode) war er Mitglied des Niedersächsischen Landtags. Von 1978 bis 1990 war er zudem umweltpolitischer Sprecher der SPD-Landtagsfraktion. Von Juni 1990 bis Oktober 1998 war Bartels Staatssekretär im niedersächsischen Landwirtschaftsministerium. Von Oktober 1998 bis März 2003 war er niedersächsischer Landwirtschaftsminister. Nach der Wahl zum Bürgermeister von Vechta im Juni 2004 legte er sein Landtagsmandat am 23. Februar 2005 nieder. Die politische Betreuung des „verwaisten Wahlkreises“ übernahm für den Rest der Legislaturperiode (2005–2008) Claus Peter Poppe.
Bereits vor seiner Wahl zum Bürgermeister von Vechta war Uwe Bartels in der Kommunalpolitik als Mitglied des Kreistags des Landkreises Vechta, als Ratsherr im Vechtaer Stadtrat sowie als Vorsitzender des Unterbezirks Vechta der SPD aktiv.
Bartels ist verheiratet und hat zwei Kinder.